# Långholm (vid Vattkast, Korpo)
Långholm är en ö i Finland. Den ligger i Skärgårdshavet och i kommunen Pargas i landskapet Egentliga Finland, i den sydvästra delen av landet. Ön ligger omkring 45 kilometer sydväst om Åbo och omkring 180 kilometer väster om Helsingfors.
Öns area är 14,4 hektar och dess största längd är 0,8 kilometer i öst-västlig riktning. I omgivningarna runt Långholm växer i huvudsak barrskog.